# EGBRIDGE
EGBRIDGE（イージーブリッジ）は、エルゴソフトが開発・販売していた日本語入力システム（かな漢字変換ソフトウェア）の名称。
2008年1月28日のパッケージソフト事業終了に伴い、「egbridge Universal 2」 (Ver.17.0.2) が最終版となった。

## 概要
1984年9月に発表された日本語ワープロソフト「EGWord」の漢字変換エンジン「EgConvert」を市販化するプロジェクトにより誕生した。1985年5月に赤坂プリンスホテルで発表会を実施し、同月下旬より「EgBridge」Ver.1.0 の発売を開始。これは漢字Talk 1.0（1986年発表）に先行するものであり、Appleによる日本語入力システムよりも歴史が長いことを意味する。
アップルコンピュータジャパンは初代社長の時代からEGWordに対して開発支援を行っており、2代目社長の時代にはEgBridgeの権利を買収する動きもあったが、他機種への展開を構想していたエルゴソフトはこれを断り、アップルは独自に日本語入力システムを開発することとなった。
1985年8月20日にキヤノン販売よりMacintosh 512Kを日本語対応化したDynaMacが発売された際には、「Macintosh日本語化ツール」としてEgBridgeが採用された。1986年10月にはMS-DOS用のEGBridge（Ver.1.0）が発売され、その後Windows版 (Ver.6.0 - 9.0) やBeOS版 (Ver.9.0)、HP-UX版（OSのアジア言語システム環境 (ASE) に同梱）などクロスプラットフォーム化が進められたが、2000年以降はMacintoshに一本化された。
なお、エルゴソフトの事業終了後、同社から独立した物書堂により事実上の後継製品となる日本語入力プログラム「かわせみ」が開発・販売されている。
2017年9月4日に、物書堂が開発資産を取得した。

## 評価・受賞
アップルによる日本語入力システム（漢字Talk、2.0変換、2.1変換、漢字Talk 7以降はことえり）よりも変換効率やカスタマイズ性に優れ、Macユーザに古くから愛用された。Mac OS Xへの移行後は、OSのバージョンアップに迅速に対応し、OSの新機能の活用（たとえば「ヒラギノ2万字」やUnicodeといった大規模文字セットへの対応）にも積極的だった。
受賞
- 1993年2月 - エクシードプレス 「MACLIFE GRAND PRIX '93」 日本語入力プログラム部門 グランプリ
- 1994年2月 - エクシードプレス 「MACLIFE GRAND PRIX '94」 日本語入力プログラム部門 グランプリ
- 2006年10月 - 日本産業デザイン振興会 「2006年度 グッドデザイン賞」 商品デザイン部門

## 製品履歴
※注記のないものはMacintosh用。Ver.12以降はMac OS X版。
- 1985年5月 - EgBridge Ver.1.0 発表。
- 1985年10月 - EGBridge Ver.2.0 発売。
- 1986年4月 - EGBridge Ver.2.2 発売。
- 1986年10月 - MS-DOS用EGBridge Ver.1.0 発売。
- 1988年4月 - EGBridge Ver.3.0 発売 （漢字Talk 2.0対応）。
- 1989年3月 - EGBridge Ver.4.0 発売 （漢字Talk 6.0対応）。
- 1989年9月 - EGBridge Ver.4.1 発売 （漢字Talk 6.0.2対応）。
- 1990年10月 - EGBridge Ver.5.0 発売 （漢字Talk 6.0.4対応）。
- 1991年8月 - EGBridge Ver.5.1 発売。
- 1993年2月 - EGBridge Ver.5.2 発売。
- 1994年6月 - EGBRIDGE Ver.6.0 発売。
- 1994年10月 - Windows用EGBRIDGE Ver.6.0 発売。
- 1995年11月 - EGBRIDGE Ver.7.1 発売。
- 1997年2月 - EGBRIDGE Ver.8.0 発売。
- 1997年11月 - EGBRIDGE Ver.9.0 発売。
- 1998年11月 - EGBRIDGE Ver.9.0 for Windows95/98/NT4.0 発売。
- 1999年12月 - EGBRIDGE Ver.9.0 for BeOS発売[3]。
- 1998年11月 - EGBRIDGE Ver.10 発売。
- 1999年11月 - EGBRIDGE Ver.11 発売。
- 2001年2月  - EGBRIDGE Ver.11.5 発売。Mac OS X 向けベータ版の提供開始。
- 2001年7月  - EGBRIDGE Ver.12 発売 （Mac OS X対応）。
- 2002年3月 - EGBRIDGE Ver.13 発売 （EGBRIDGE Ver.11.8 for Mac OS 9/8.6 同梱）。
- 2003年3月 - EGBRIDGE14 発売。電子辞典を標準搭載。
- 2004年10月 - EGBRIDGE15 発売。文脈解析技術「スマート・インライン変換」を採用。これまでは主辞書登録語の増強とAI変換で効率を上げていた。
- 2006年1月 - インテルプロセッサ搭載Mac対応「EGBRIDGE15 Universal パブリックβ版」を無償公開。
- 2006年3月 - egbridge Universal 発売。
- 2007年3月 - egbridge Universal 2 発売。
- 2008年1月28日 - 販売終了[1]。
- 2009年1月末 - ユーザサポート終了[1]。